# Model mental
Un model mental és un mecanisme del pensament mitjançant el qual un ésser humà, o un altre animal, intenta explicar com funciona el món real. És un tipus de símbol intern o representació de la realitat externa que té un paper important en la cognició. La idea es creu que va ser originada per Kenneth Craik en el seu llibre publicat l'any 1943 titulat The Nature of explanation. Després de la primerenca mort de Craik en un accident, la idea no fou desenvolupada fins molt més tard. Abans de Craik, Georges-Henri Luquet ja havia desenvolupat aquesta idea del model mental: en el seu llibre Le dessin enfantin ('Les pintures dels nens'), publicat el 1927, argumentava que els nois construeixen de forma òbvia models interns, una visió que va influir, entre d'altres, en Jean Piaget.